# Antonio Bergosa y Jordán
Antonio Bergosa y Jordán (Jaca, Huesca, España, 21 de febrero de 1748 - Tarragona, Cataluña, España, 18 de julio de 1819) fue un sacerdote católico, obispo de Antequera y arzobispo de Tarragona.

## Semblanza biográfica
Realizó sus estudios en España. Se ordenó sacerdote en 1773. El 23 de febrero de 1801 fue elegido obispo de Antequera (Oaxaca) en la Nueva España, fue consagrado el 4 de abril de 1802 y tomó posesión de su diócesis el 2 de mayo del mismo año. 
Fue partidario de la Ilustración, no obstante fue opositor a los insurgentes y a la Independencia de México. Se refirió a Miguel Hidalgo como "el protoapoderado de Satanás y del infierno". Defendió la promulgación de la  Constitución gaditana y la unidad de la monarquía española en América, la cual fue jurada el 30 de septiembre de 1812. En noviembre del mismo año intentó resistirse al ejército insurgente comandado por José María Morelos durante la toma de Oaxaca.
Llegó a ser arzobispo electo de México pero no tomó posesión de la arquidiócesis. Fue inquisidor, suspendió su cargo cuando en 1813 los diputados de las Cortes de Cádiz abolieron el Santo Oficio. Reanudó sus actividades en julio de 1814 cuando Fernando VII recuperó su trono. Fue depuesto de su mitra por haber apoyado a la Constitución de Cádiz, por tal motivo tuvo que defender su conducta y reafirmar su lealtad al monarca. En noviembre de 1815 participó en el decreto del Tribunal de la Inquisición que condenó a Morelos a la degradación religiosa, siendo el encargado de ejecutar la sentencia:

Apartamos de ti la facultad de ofrecer el sacrificio a Dios, y de celebrar la misa. Con esta raspadura, te quitamos la potestad, que habías recibido en la unción de las manos. Te despojamos con razón del vestido sacerdotal. Te privamos del orden levítico, porque no cumpliste tu ministerio dentro de él. Como a hijo ingrato, te echamos de la herencia del señor.
Antonio Bergosa y Jordán, 27 de noviembre de 1815.

El 15 de noviembre de 1817 fue nombrado arzobispo de Tarragona. Murió el 18 de julio de 1819.